# Aptychonitis anomalus
Aptychonitis anomalus là một loài bọ cánh cứng trong họ Bọ hung (Scarabaeidae).